# Jebel Proywe
Jebel Proywe este un munte din lanțul muntos Abarim din Iordania. Vârful său este la 1.200 m (3.900 ft) deasupra nivelului mării. Se află la aproximativ 8 km (5,0 mi) nord de Triclinium, ruinele antice nabateeane cunoscute și sub numele de Little Petra și la 11 km (6,8 mi) sud-vest de  Shobak.